# Jan Henk Maas
Jan Henk Maas es un deportista neerlandés que compitió en vela en la clase Laser. Ganó una medalla de plata en el Campeonato Europeo de Laser de 1986.

## Palmarés internacional
| \| Campeonato Europeo \| Campeonato Europeo \| Campeonato Europeo \| Campeonato Europeo \| \| Año \| Lugar \| Medalla \| Clase \| \| ------------------ \| ------------------ \| ------------------ \| ------------------ \| \| 1986 \| Morges (Suiza) \| Medalla de plata \| Laser \| |                |                  |       |
| Campeonato Europeo |                |                  |       |
| Año | Lugar          | Medalla          | Clase |
| 1986 | Morges (Suiza) | Medalla de plata | Laser |